# Amrâth Galaxy Tower
De Amrâth Galaxy Tower is een hoogbouwtoren in aanbouw in het centrum van de Nederlandse stad Utrecht op de kop van het Jaarbeursplein. Het plan is onderdeel van het project CU2030. In de toren, die 90 meter hoog is, zal onder meer het 4-sterren Amrâth-hotel komen met 250 kamers. Daarboven zitten nog 22 verdiepingen aan appartementen. In de kelder wordt ook een parkeergarage voor bezoekers gebouwd. De bouw werd in juli 2018 gestart.
In eerste instantie was het idee dat de toren in 2021 afgerond zou worden. De beheerder gaat er vanuit dat de bouw medio augustus 2023 kan worden afgerond. Het was begin 2020 al duidelijk dat de bouw vertraging op had gelopen, onder andere door een aanklacht van milieuorganisatie "Stichting stop luchtverontreiniging Utrecht", dat de rechter vroeg om schrapping van de omgevingsvergunning. Dit verzoek werd bij de rechter, en later bij de Raad van State, afgewezen. Ook waren er problemen met het spoorwegpensioenfonds dat in eerste instantie 100 miljoen aan het project zou meebetalen, maar zijn steun later terugtrok. Amrâth ontkent zelf dat de vertraging aan dat laatste te wijten is en zegt dat het vooral door technische problemen komt.

## Fotogalerij

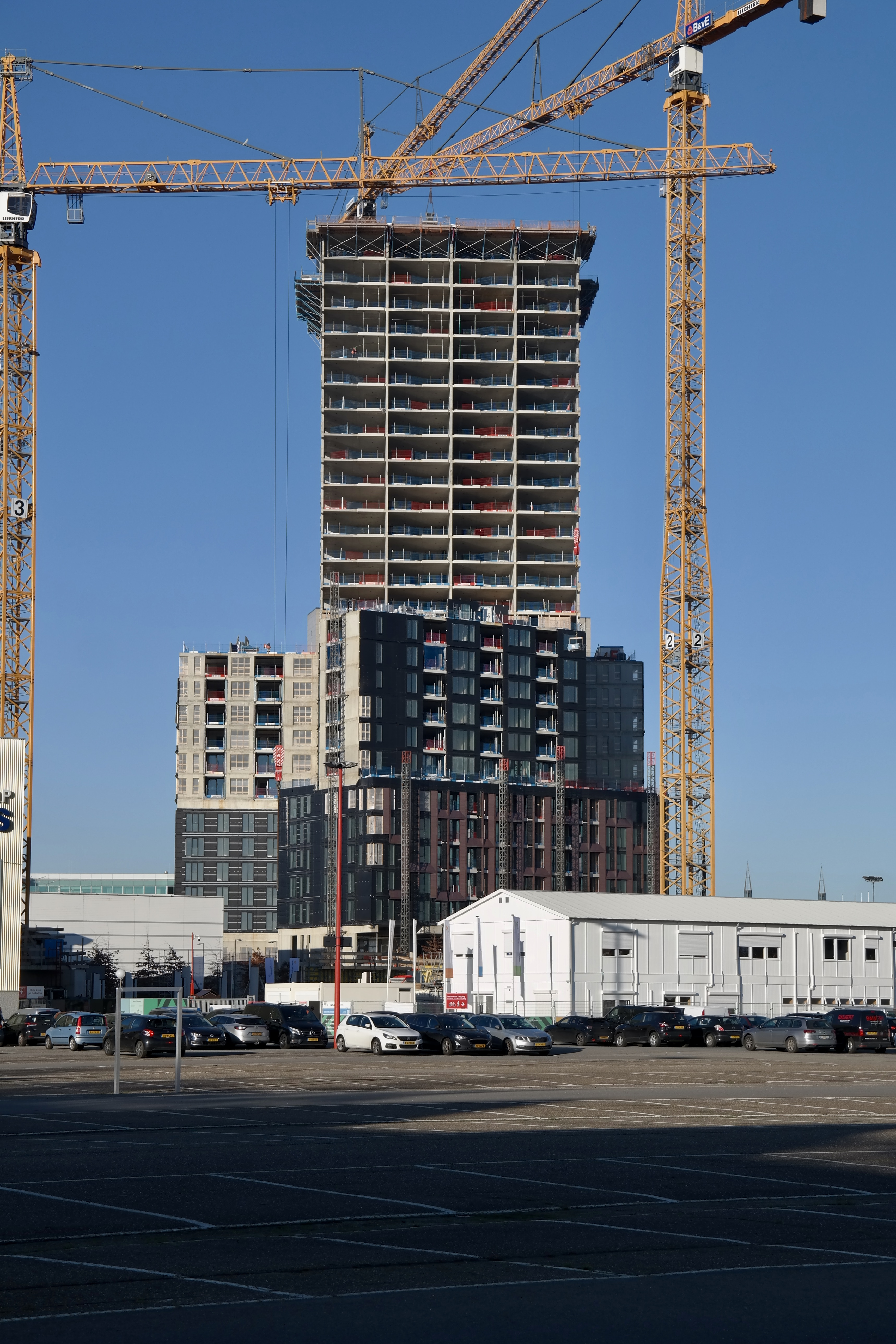
De toren nog in aanbouw in 2021
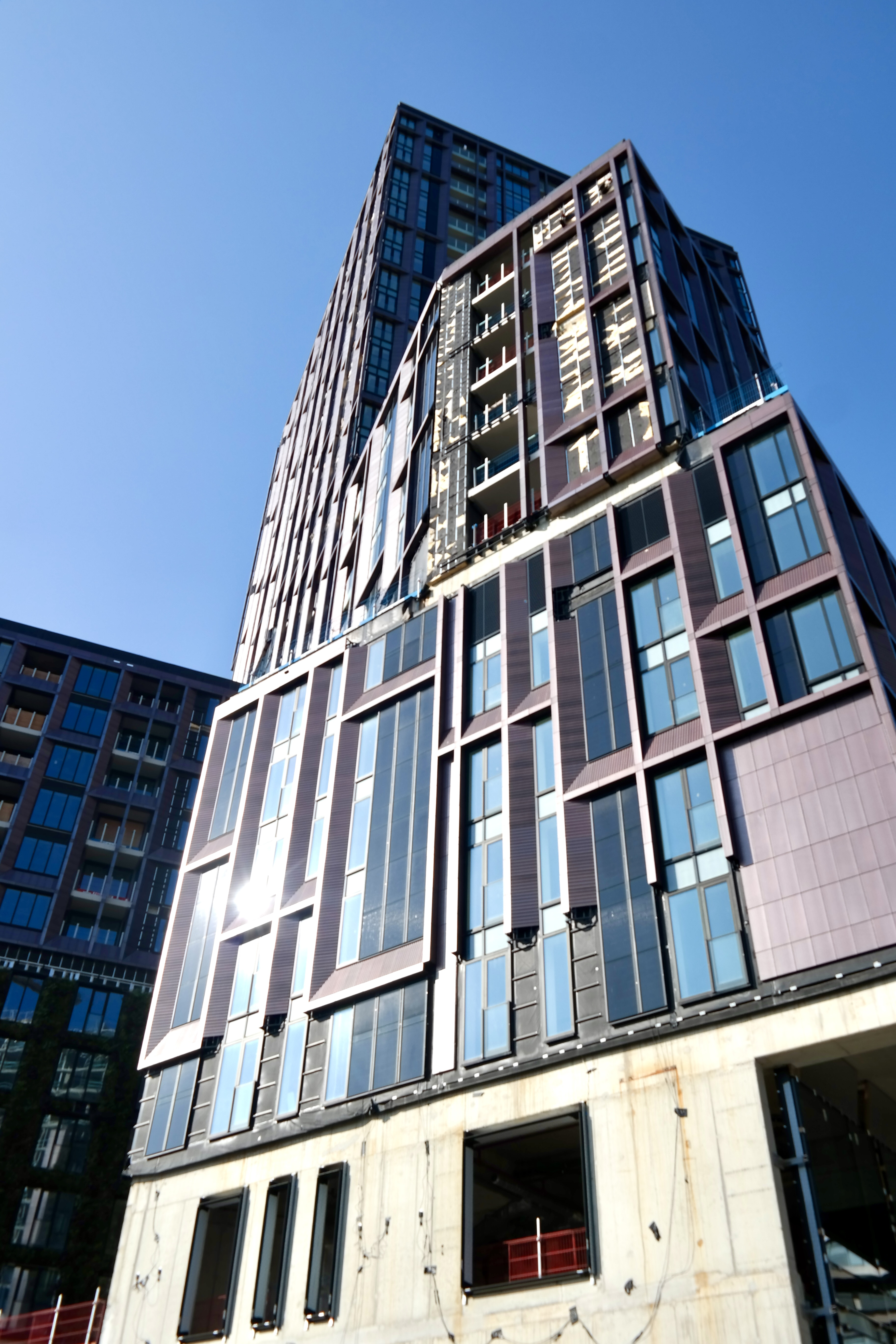
Galaxy Tower tijdens bouwstop in 2023